# Mónica Miguel
Mónica Miguel wł. Gloria Chávez Miguel (ur. 13 marca 1936 w Tepic, zm. 12 sierpnia 2020 w Meksyku) – meksykańska aktorka, piosenkarka, reżyserka teatralna.

## Biografia
Urodziła się w mieście Tepic 13 marca 1936 roku. Pasjonatka sztuki, a zwłaszcza teatru, od czasu do czasu chodziła na przedstawienia teatralne do Tepic. Dołączyła do grupy performerskiej wspieranej przez lokalną administrację, ale wsparcie to dobiegło końca, gdy administracja zmieniła właściciela.
W pogoni za artystycznymi marzeniami na scenie wyjechała do miasta Meksyk. Studiowała teatr w akademii Asociación Nacional de Actores. Zachęcona przez kolegów wyjechała do Japonii, a następnie do Włoch, gdzie pracowała w filmie, teatrze i telewizji. Tam nagrała swój pierwszy album. Ośmioletni pobyt w Rzymie zapewnił jej dojrzałość jako człowieka i artystki. Występowała z recitalami w Grecji, na Cyprze i w Anglii.
Po powrocie do Meksyku za występy w teatrze Insurgentes w utworach Vine, ví y mejor me fuí i La maestra bebe un poco otrzymała nagrodę od Union of Theatre Critics. W 1981 roku wystąpiła w „Wesołych kumoszkach z Windsoru” m.in. z Alfredo Sevillą, Tarą Parra Chela Nájera. W 1981 roku Meksykańskie Stowarzyszenie Krytyków Teatralnych przyznało jej tytuł najlepszej aktorki i piosenkarki za rolę w filmie Człowieku z La Manchy.
W 1986 roku otrzymała nagrody María Tereza Montoya i Virginii Fábregas za rolę w Aire frío.
Od 1988 wyreżyserowała wiele popularnych oper mydlanych o zasięgu międzynarodowym. Ta praca przyniosła jej nagrody Herald i New York Latin ACE Award. Popularyzatorka rodzimej sztuki, propagowała i wspierała wartości artystyczne i kulturalne swoich rodaków. Członkini ANDA (National Actors Association of Mexico).